# Экономическая антропология
Экономи́ческая антрополо́гия (англ. Economic anthropology) — научная дисциплина, возникшая в XX в. на пересечении предметов антропологии, социологии и истории экономики. В рамках направления изучаются проблемы развития хозяйства первобытных, примитивных, докапиталистических обществ.

## Престижная экономика
Подлинным основателем экономической антропологии является английский этнограф, антрополог и социолог польского происхождения Б. Малиновский (1884—1942). Благодаря нескольким годам жизни, проведённым среди дикарей, полевым исследованиям, которые учёный проводил на о. Маилу (1914), Тробриандских островах (1915—1918), Южной Африке, Северной Родезии, Кении, Танганьике (1934), Мексике (1940—1941), Б. Малиновскому удалось собрать бесценный материал о социально-экономической организации примитивных обществ. Одним из важнейших идей английского специалиста явилось открытие т. н. «престижной экономики», основными формами которой являются дарообмен (т. н. «реципрокность» (англ. reciprocity) — обмен дарами в рамках социальной горизонтальной сети), пиры, праздники, ритуальное взаимное одаривание («потлач»), ритуальный круговой обмен («кула»). В работах учёного просматривается идея принципиального отличия экономических отношений в рамках цивилизованного и примитивного обществ.

## Примитивная и архаичная экономика
Другим крупнейшим теоретиком в рамках экономической антропологии является венгерский экономист, антрополог и социолог К. Поланьи (1886—1964). Главные идеи учёного сформулированы в посмертно изданной работе «Примитивная, архаичная и современная экономика: эссе Карла Поланьи» (Primitive, Archaic and Modern Economics: Essays of Karl Polanyi) (1968). Его главной заслугой стало выделение в рамках предмета экономической антропологии двух основных разделов: примитивной (племенной) экономики (её изучением занимался Б. Малиновский) и архаичной экономики. Под последней учёный понимал хозяйство древних, в том числе древневосточных обществ. Ещё при жизни учёного под его редакцией вышел сборник статей «Торговля и рынок в ранних империях» (Trade and Markets in the Early Empires) (1957), посвящённый анализу именно архаичной экономики.
Одним из выводов венгерского учёного стало утверждение, что в рамках первобытного общества экономика не образует единой целостной системы (как в цивилизованном обществе). Если наш современник осознаёт хозяйство через категории «рынок», «обмен», «торговля», «собственность», то для людей прошлого (не только дикарей, но и вообще для всего населения, не включенного в капиталистическую систему) экономика неотделима от таких понятий как «семья», «религия», «политика», «культура» и т. п., иначе говоря экономическая система была встроена в социальные отношения, а не наоборот, что можно наблюдать в наши дни («договор сменил статус», или «общество заменило общину» и таким образом на сегодняшний день доходы человека не определяются социальным статусом, а сами стали определять его).
Полевые исследования подтверждают идеи К. Поланьи. Известный американский антрополог М. Мид (1901-78), проводившая изучение племенного хозяйства на острове Тау (Самоа, 1925-26); островах Адмиралтейства (1928-29), Новой Гвинее (1931-33); Бали и снова на Новой Гвинее (1936-39). В частности, она утверждает, что организация отношений собственности папуасов Новой Гвиней чрезвычайно сложна и связана с родственными и религиозными аспектами.

## Субстантивизм и формализм
Ещё одной заслугой К. Поланьи, стало выделения в рамках экономической антропологии особого методологического подхода — т. н. «субстантивизма» — концепции, в рамках которой утверждается, что отличие докапиталистических и капиталистической систем носит не только количественный, но и качественный характер. Противники данной позиции — «формалисты» — утверждают о принципиальном тождестве всех экономических систем и возможности их исследования при помощи инструментария современной экономической науки — в частности, в рамках предельного анализа.